# زهنغ تاو
زهنغ تاو (بالصينية: 郑涛) هو لاعب كرة قدم صيني في مركز الدفاع، ولد في 20 أغسطس 1985 في داليان في الصين. لعب مع نادي غويزهو رينهي.

## وصلات خارجية
- زهنغ تاو على موقع قاعدة بيانات كرة القدم.إي يو (الإنجليزية)
- زهنغ تاو على موقع Soccerway.com (الإنجليزية)
- زهنغ تاو على موقع اللجنة الأولمبية الصينية (الإنجليزية)